# Provincia de Putumayo
La provincia del Putumayo es una de las ocho que conforman el departamento de Loreto en el nororiente del Perú. 
Su territorio, que abarca todo el margen septentrional del departamento, limita por el oeste con la República del Ecuador; por el norte y el este con la República de Colombia, a lo largo del río Putumayo, y por el sur colinda con las provincias de Mariscal Ramón Castilla y de Maynas. Cuenta con ochenta y dos comunidades que aglutinan a más de diez mil personas, según informes del Instituto Nacional de Estadística (INEI) del 2002. Es un mosaico étnico y cultural, ya que existen diez grupos indígenas asentados en cuarenta y cuatro comunidades que hablan siete lenguas diferentes.
Desde el punto de vista jerárquico de la Iglesia católica, forma parte de la vicariato apostólico de San José del Amazonas.

## Historia
La provincia fue creada mediante Ley n.º 30186, promulgada el 5 de mayo de 2014, en el gobierno del presidente Ollanta Humala.  Hasta esa fecha, hacía parte de la provincia de Maynas.

## Geografía
Abarca una superficie de 45.927,89 km² y está situada en el margen septentrional del departamento de Loreto, en el límite entre Perú y Colombia. Su nombre proviene del río Putumayo, río que define su margen norte y en cuyas orillas se emplazan sus principales poblados.

## División administrativa
La provincia se encuentra dividida en cuatro distritos:
1. Putumayo
2. Rosa Panduro
3. Yaguas
4. Teniente Manuel Clavero

## Población
Según el Instituto Nacional de Estadística e Informática (INEI), la provincia del Putumayo tiene una población de 7.780 habitantes de acuerdo con el último censo oficial de 2017y una proyección de 9.072 habitantes para el año 2023.

## Autoridades

### Regionales
- Consejero regional
  - 2019-2022:[7] Josué Iracude Calderón (Movimiento Esperanza Región Amazónica)

### Municipales
- 2019-2022[7]
  - Alcalde: Humberto Fuentes Tello, del Movimiento Esperanza Región Amazónica.
  - Regidores:

  1. Jackson Rojas Sandoval (Movimiento Esperanza Región Amazónica)
  2. Jairo Jaminton Rengifo Macahuachi (Movimiento Esperanza Región Amazónica)
  3. Aury Ushiñahua Silva (Movimiento Esperanza Región Amazónica)
  4. Marlith Lluseli Chávez Camacho (Movimiento Esperanza Región Amazónica)
  5. Leslye Alejos Tamayo (Restauración Nacional)

### Policiales
- Comisario: Mayor PNP